# Astroma striatum
Astroma striatum är en insektsart som först beskrevs av Blanchard 1851.  Astroma striatum ingår i släktet Astroma och familjen Proscopiidae. Inga underarter finns listade i Catalogue of Life.